# Saxifraga dinnikii
Saxifraga dinnikii är en stenbräckeväxtart som beskrevs av Johannes Theodor Schmalhausen och Akinfew. Saxifraga dinnikii ingår i Bräckesläktet som ingår i familjen stenbräckeväxter. Inga underarter finns listade i Catalogue of Life.